# (831) Stateira
(831) Stateira est un astéroïde de la ceinture principale découvert le 20 septembre 1916 par l'astronome allemand Max Wolf.
Sa désignation provisoire était 1916 AA.
L'astéroïde est nommé d'après Stateira, la femme d'Artaxerxès II de Perse.